# 贝尔里特
贝尔里特是德国图林根州的一个市镇。总面积9.93平方公里，总人口364人，其中男性187人，女性177人（2011年12月31日），人口密度37人/平方公里。